# Distrito electoral de Lick Creek (Illinois)
Lick Creek (en inglés: Lick Creek Precinct) es un distrito electoral ubicado en el condado de Union en el estado estadounidense de Illinois. En el Censo de 2010 tenía una población de 1094 habitantes y una densidad poblacional de 7,2 personas por km².

## Geografía
Según la Oficina del Censo de los Estados Unidos, Lick Creek tiene una superficie total de 151.95 km², de la cual 150.88 km² corresponden a tierra firme y (0.7%) 1.07 km² es agua.

## Demografía
Según el censo de 2010, había 1094 personas residiendo en Lick Creek. La densidad de población era de 7,2 hab./km². De los 1094 habitantes, Lick Creek estaba compuesto por el 96.62% blancos, el 0.27% eran afroamericanos, el 0.27% eran amerindios, el 0.27% eran asiáticos, el 0% eran isleños del Pacífico, el 1.1% eran de otras razas y el 1.46% pertenecían a dos o más razas. Del total de la población el 2.1% eran hispanos o latinos de cualquier raza.